# Franciszek Leopold Lafontaine
Franciszek Antoni Leopold Lafontaine (niem. Franz Anton Leopold Lafontaine; ur. 14 stycznia 1756 w Biberach an der Riß, zm. 12 grudnia 1812 w Mohylewie) – niemiecki lekarz, chirurg, lekarz wojskowy w armii Księstwa Warszawskiego, kolekcjoner dzieł sztuki, dziad Julii von Battenberg, tym samym jeden z polsko-niemieckich przodków rodziny Battenberg-Mountbatten.

## Zarys biografii
Franciszek Leopold Lafontaine był synem Benno Ignacego Leopolda, handlarza obrazami, i Marii Katarzyny Franciszki z Leonhardtów. Pierwsze nauki pobierał u benedyktynów w Biberach, potem pracował przez 4 lata jako praktykant aptekarski. W 1774 podjął studia medyczne na uniwersytecie w Strasburgu. Po ukończeniu studiów medycznych w stopniu magistra chirurgii przeniósł się do Wiednia, gdzie praktykował w klinice Stolla.
W 1780 Lafontaine wstąpił do wojska austriackiego i służył najpierw na Krymie i potem w Galicji. Około 1782 jego pułk został przeniesiony do wówczas już austriackiego Tarnowa, gdzie Lafontaine uzyskał abszyt i otworzył prywatną praktykę w (jeszcze polskim) Krakowie, działając równocześnie jako lekarz zdrojowy w Krzeszowicach, należących do ks. Izabeli Lubomirskiej.
W 1782 Lafontaine rozpoczął w Krakowie szczepienia wirusem ospy krowiej przeciwko ospie prawdziwej, zdołał jednak zaszczepić zaledwie 8 osób, ponieważ szczepieniom sprzeciwiło się duchowieństwo Kościoła katolickiego.
W 1787 otrzymał wezwanie do Warszawy, gdzie król Stanisław August powołał go na stanowisko nadwornego chirurga i konsyliarza medycznego. Wkrótce Lafontaine, bardzo ceniony jako lekarz, zdobył liczną klientelę i dorobił się znacznego majątku. Zdobył wielką sławę po udanej operacji katarakty u kobiety, która była niewidoma od dzieciństwa.
Około roku 1789 doktor Lafontaine poślubił Teresę z Kornelich (ur. ok. 1768, zm. 4 października 1827 w Warszawie), pannę pochodzenia madziarskiego, której genealogowie rodu Battenberg-Mountbatten przypisali później pochodzenie baronowskie, mianując także mieszczan Lafontaine'ów "de la Fontaine'ami". W roku 1803 małżonkowie zakupili dobra Falęcin koło Czerska, gdzie prowadzili otwarty dom. Stałymi bywalcami u Lafontaine'ów, w Warszawie i w Falęcinie, byli m.in. Tadeusz Kościuszko, Jan Henryk Dąbrowski i ks. Józef Poniatowski. Doktor Lafontaine zgromadził pokaźną kolekcję malarstwa, którą jego żona pozostawiła w stanie nienaruszonym aż do swej śmierci.
W roku 1791 uniwersytet w Halle nadał mu bez egzaminu stopień doktora medycyny i chirurgii. Po utworzeniu Księstwa Warszawskiego Lafontaine otrzymał w 1807 funkcję głównego chirurga wojsk polskich W 1809 otrzymał za zasługi przy organizowaniu lecznictwa wojskowego order Virtuti Militari, a w 1811 order Legii Honorowej i stanowisko naczelnego lekarza wojska Księstwa Warszawskiego. Jako taki wyruszył w 1812 na kampanię rosyjską Napoleona. Wzięty do niewoli w czasie odwrotu spod Moskwy, zmarł w Mohylewie jako jeniec wojenny.
Lafontaine był jednym z pionierów popularyzacji szczepienia przeciw ospie, był także wykładowcą chirurgii w szkole dla lekarzy i felczerów wojskowych, bibliotekę której wyposażył w dzieła z własnego księgozbioru. Do końca nie nauczył się poprawnie mówić i pisać po polsku, swe dzieła naukowe (pozostawił siedem) pisał po łacinie, francusku lub niemiecku, po czym były przekładane na polski. W swych pracach zajmował się problematyką kołtuna, wówczas powszechnej choroby polskiego chłopstwa, oraz medycyną weterynaryjną – m.in. księgosuszem i krowianką. Próbował swych sił także jako autor teatralny, jego sztuka "Konskrypcja" (Pobór rekruta), przetłumaczona na polski, została wystawiona w Warszawie w r. 1809.
Od 1782 był członkiem loży masońskiej "Przesąd Zwyciężony" w Krakowie, po przeniesieniu się do Warszawy wstąpił do loży "Göttin von Eleusis", grupującej głównie bogate mieszczaństwo stolicy o korzeniach niemieckich.
Pochowany został w kwaterze Hauków na warszawskich Powązkach (kwatera 10-3-5).
Redagował czasopismo „Dziennik Zdrowia” wychodzące w Warszawie w latach 1801–1802.
Małżonkowie Lafontaine mieli dwie córki, z których Zofia (zm. 1831) wyszła za mąż za generała Maurycego Haukego, a Wiktoria (zm. 1835) za Kazimierza Słupeckiego, dowódcę 2 Pułku Piechoty Liniowej, zaś po jego śmierci w czasie powstania listopadowego za J.C.A. Lessla ze znanej rodziny warszawskich cukierników.

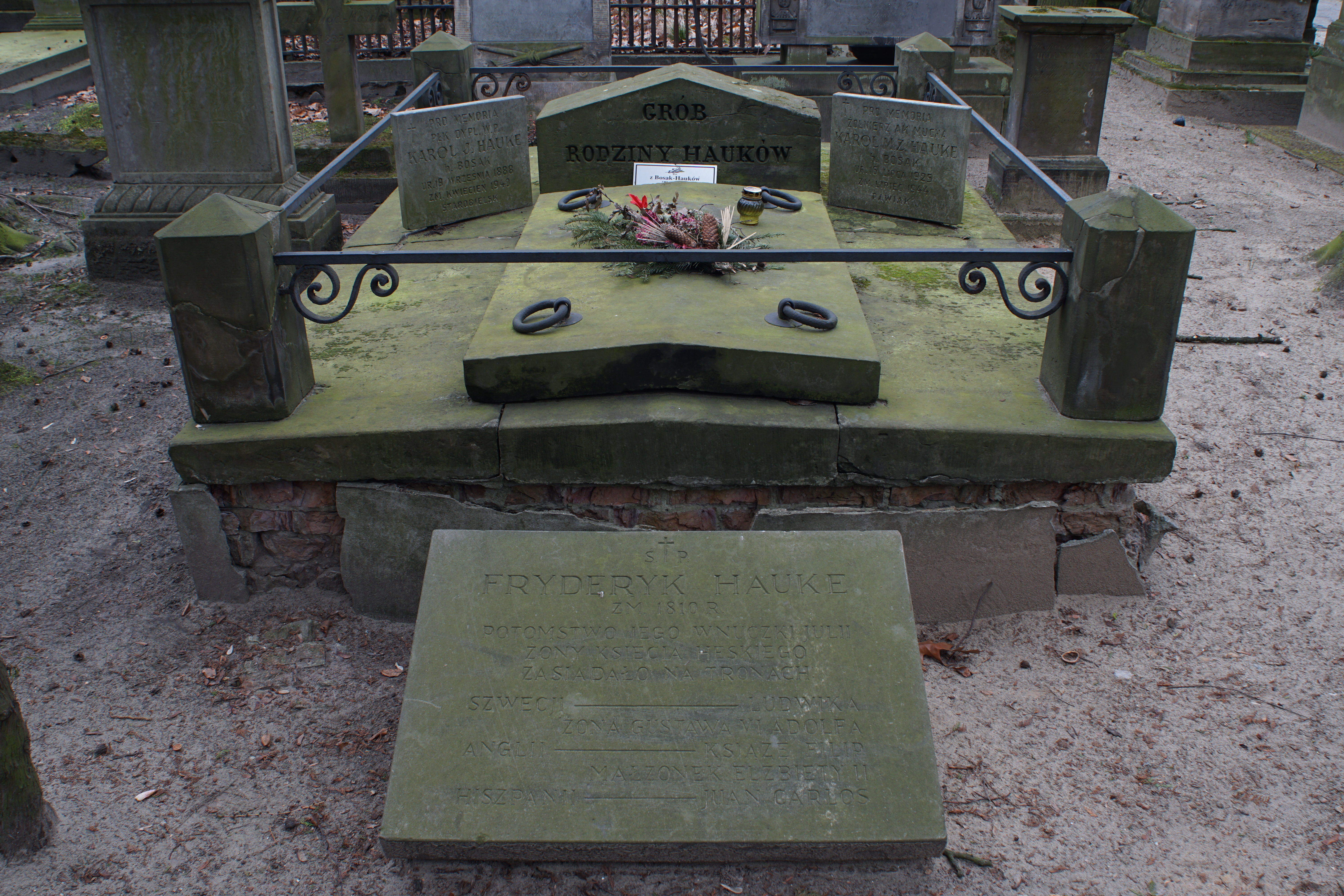
Grób rodziny Hauke na cmentarzu Powązkowskim